# 錢普林號驅逐艦 (DD-104)
錢普林號驅逐艦（舷號DD-104）是一艘美國海軍建造的驅逐艦，為維克斯級驅逐艦的30號艦。她是美軍第一艘以錢普林為名的軍艦，以紀念1812年戰爭時期的海軍軍官史提芬·錢普林（Stephen Champlin）。
錢普林號在1917年於聯合鋼鐵廠開始建造，在1918年下水服役，服役日剛好為第一次世界大戰結束之日。接著錢普林號先在加勒比海執勤，然後調到太平洋。1922年錢普林號退役用作實驗艦。1936年錢普林號作靶艦擊沉，並在其後除籍。